# Can Pi i Gibert
Can Pi i Gibert, també anomenada Torre Elvira, va ser un edifici de Badalona, situat al barri de Coll i Pujol, construït a finals de segle XIX o principis de segle XX i enderrocat el 1973. Els terrenys varen ser adquirits pel matrimoni Salvador Pi i Elvira Gibert Olivas. Filla de Manel Gibert Sans, propietari de la casa Gibert a la plaça Catalunya i fundador del Liçeu. Nom pel qual se la coneixia com a torre Elvira, Quinta Elvira o Torre Pi i Gibert. El seu fill, el Dr Pi i Gibert va néixer en aquesta Torre. Tenien uns jardins romàntics, i un gran pinar, del qual encara es conserven alguns exemplars. De la Torre original es conserven els pilars de la porta al Jardí. En els jardins s'hi van celebrar un jocs florals. Més endavant, visqué fins a la seva mort,el germà del Dr Pi i Gibert, el pintor Lluis Pi i Gibert.
Va ser construïda a començaments de segle xx, o potser a finals de segle xix, però, en tot cas, probablement tenia un origen anterior, perquè en unes excavacions fetes el 1947, durant uns treballs de fonamentació, es van trobar diverses restes d'època romana, que alguns autors han interpretat com una possible vil·la, tot i que es desconeix la localització exacta on es va trobar el material.
Durant uns anys hi va tenir consulta mèdica el doctor August Pi i Gibert. Més tard, va ser seu de l'Institut Albéniz, fundat el 1933, fins al 1941 aproximadament, quan va ser traslladat a la masia de Can Boscà. Posteriorment, la torre va ser propietat d'Industrial Montalfita, una empresa de fabricació de teixits, que tenia la fàbrica al costat de la casa. Va ser enderrocada el 1973 i a sobre s'hi va edificar el conjunt Quinta Elvira Park. L'únic que resta de l'antiga casa són les dues columnes monumentals que sostenien les reixes de la porta que tancava l'entrada al jardí de la finca.